# Herbert Boeckl
Herbert Boeckl (Klagenfurt, 3 de junho de 1894—Viena, 20 de janeiro de 1966) foi um pintor expressionista austríaco, pertencente ao Grupo de Viena. 
Em 1912 foi recusado da Academia de Belas Artes de Viena, estudando depois na Universidade Politécnica e dando classes privadas com Adolf Loos. 
De 1914 a 1918 foi oficial na Primeira Guerra Mundial. Depois da guerra começou na pintura como autodidata. Viajou a Berlim e Palermo. Foi, sobretudo, numa viagem a Paris em 1923 que contatou com a arte moderna. 
Em 1927 realizou a sua primeira grande exposição na Secessão de Viena. De 1935 a 1939 foi professor na Faculdade de Educação da Academia de Belas Artes de Viena. Participou nas exposições de 1935 em Bruxelas e de 1937 em Paris. 
Depois da guerra foi brevemente reitor da Academia de Viena. Na década de 1950 viajou à Espanha, onde estudou intensivamente os afrescos românicos para a realização em 1952 da capela Seckau de Estíria, uma das suas principais obras. Assim mesmo, estadias na Grécia (1955) e no Egito (1959) influíram na sua obra.
Em 1958 participou na exposição de Bruxelas e em 1959 na de São Paulo. Em 1950 e 1964 representou o seu país na Bienal de Veneza. Desde 1952 o artista foi membro honorário, e desde 1960 membro em pleno direito da Secessão de Viena. De 1962 a 1965 foi novamente reitor da Academia de Belas Artes de Viena.